# Liste der Flüsse und Wadis in Dschibuti

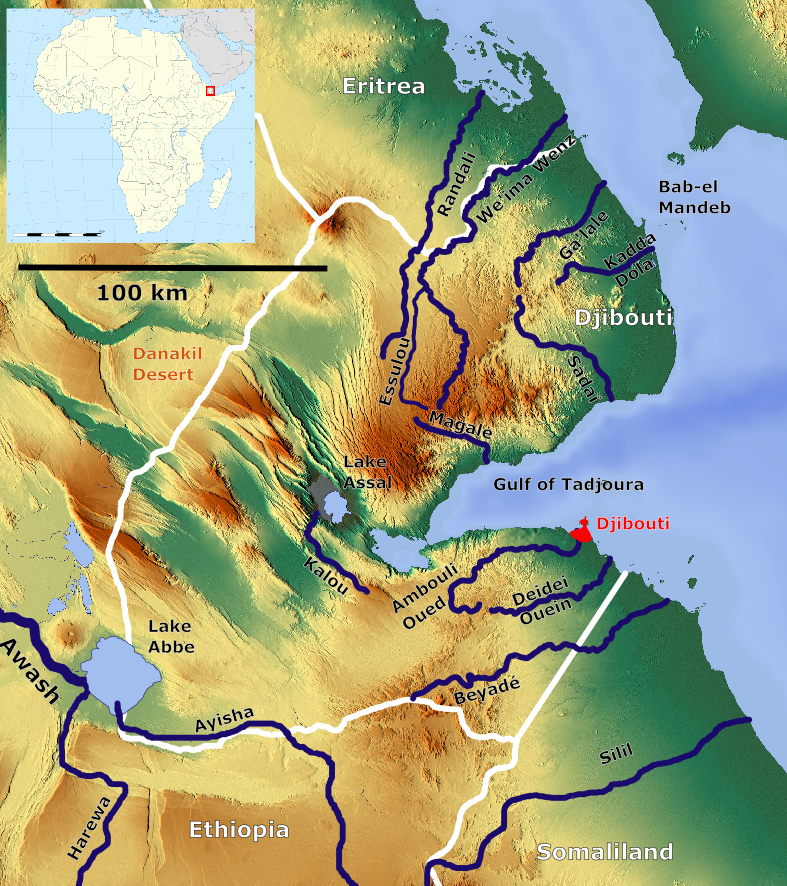
Die größten Flüsse und Wadis in Dschibuti.

Dies ist eine Liste der Flüsse und Wadis in Dschibuti. Der Wüstenstaat am Horn von Afrika hat keine permanent wasserführenden Flussläufe. Er entwässert überwiegend über den Bab al-Mandab und den Golf von Tadjoura in den Golf von Aden. Hinzu kommen einige Wadis, die entweder in den Assalsee, den Abbe-See oder andere Senken in der Danakil-Wüste münden. Eine Ausnahme ist der Randali, der in das Rote Meer mündet.
Im Folgenden sind die Flussläufe von Nord nach Süd und in ihrer Mündungsreihenfolge sortiert.

## Rotes Meer
- Randali

## Bab al-Mandab
- We'ima
  - Essulou
  - Alailou
- Ga'lale
  - Boussali
- Goutoi (Kadda Dola)

## Golf von Tadjoura
- Sadaï
  - Dali
- Magale
- Ambouli Oued
- Deidei Ouein
- Beyadé
  - Ouâhayyi

## Endorheisch(Danakil-Wüste)
- Balli
- Malaï
- Gabon
- Double (mündet in den Assalsee)
- Kalou (mündet in den Assalsee)
- Ayisha (mündet in den Abbe-See)